# Prima (Chequia)
Prima es un canal de televisión privado checo, perteneciente a FTV Prima. Se trata de un canal generalista que emite informativos, series y programas de entretenimiento.

## Historia
El canal inició emisiones en pruebas como FTV Premiéra el 26 de noviembre de 1992, tras obtener una licencia para la región de Bohemia Central. Fue la primera licencia checa otorgada para la radiodifusión privada. Las emisiones oficiales comenzaron el 20 de junio de 1993, con una combinación de programación regional y series estadounidenses importadas dobladas al checo.
Un año después, la licencia regional se cambió por una licencia para radiodifusión nacional, y el nombre del canal se cambió por Premiéra TV. Sin embargo, la entrada en el mercado se produjo tras el lanzamiento de TV Nova, que atrajo a una gran audiencia, generando poco interés en Premiéra.  
El 1 de enero de 1997, se produjeron cambios inmediatos. La emisora cambió su nombre a Prima televize, ganando más audiencia gracias a nuevos programas estrenados en el canal. La audiencia aumentó gradualmente del 15% al 20% y la emisora comenzó a dirigirse a su público objetivo: la familia. Quería lograrlo, principalmente, mediante la producción de programación propia y series. 
En 2001, Prima comenzó a transmitir desde Klínovec, aumentando así su cobertura al 72,3% del país y registrando sus primeros récords de audiencia. La nueva programación ayudaría a Prima a consolidarse en los índices de audiencia y, para 2003, la licencia de emisión del canalse extendió hasta 2018. 
En 2005, Prima se convirtió en la primera emisora de la República Checa en ofrecer un reality show, una adaptación del exitoso formato húngaro Való Világ, bajo el nombre de Vy Volení. Para lanzar el programa, Prima se adelantó y lo lanzó una semana antes de la adaptación checa de Gran Hermano en TV Nova. Esta estrategia funcionaría para Prima, ya que alcanzaría los 2,2 millones de espectadores en el episodio final de su primera temporada. Sin embargo, Gran Hermano en TV Nova fue cancelado rápidamente después de solo una temporada. 
El éxito de Vy Volení ayudó al canal a consolidarse como competidor de Nova y de los canales públicos de Česka televize, y también como blanco de adquisiciones. En 2005, el grupo sueco Modern Times Group adquirió el 50% de las acciones de la emisora y ayudó a Prima a diversificar y mejorar su programación. Empezó a adquirir programas de televisión estadounidenses más recientes, como Grey's Anatomy, Desperate Housewives, Bones, Heroes, The Closer, Medium, Mentes criminales y Monk, y adquirió los derechos exclusivos de la UEFA Euro 2008. Prima empezó a colaborar con la cadena eslovaca TV JOJ en la producción de programas, como Česko Slovensko má talent, estrenado en 2010 o Česko Slovenský X Factor, estrenado en 2014.
El 31 de octubre de 2011, Marek Singer, director ejecutivo de FTV Prima, anunció la cancelación de la licencia del canal principal, Prima, vigente hasta 2018, y su reemplazo por uno nuevo.  
El 1 de enero de 2012, Prima cambió a una nueva licencia y pasó a llamarse Prima Family, nombre asignado por los checos al considerar al canal familiar. La razón principal fue la devolución de la licencia original, que permitió a la televisión emitir hasta 2018. La licencia original tuvo problemas con la televisión regional, ya que Prima debía ofrecer entradas regulares de tres horas bajo las condiciones de la licencia anterior. Esto se debía principalmente a la Agencia Regional de Televisión (RTA). Sin embargo, Prima pagó a la agencia, lo que redujo la duración de las entradas a tan solo 20 minutos. Prima explicó el cambio de nombre al público principalmente porque se consideraba una televisión familiar. 
Al mismo tiempo, Martin Konrád sustituyó a Singer como director general y el canal comenzó a promocionar Obchoďák, una serie de televisión que se anunció como la producción más grande y costosa jamás realizada en la televisión checa. Aunque la serie se encargó con dos temporadas en mente, se canceló al final de la primera debido a los bajos índices de audiencia. FTV Prima también abre una nueva filial, Prima Online, que gestiona toda la oferta de internet del grupo. Posteriormente, también transfiere la responsabilidad de la compra de publicidad a una nueva empresa, Media Club, que también ofrece servicios a otras cadenas checas.
En agosto de 2013, como medida para abordar problemas que habían afectado a los índices de audiencia del canal, Prima Family cambió su nombre a Prima, devolviendo así al canal su nombre original. Posteriormente, Konrád fue destituido y Singer regresó como director ejecutivo de FTV Prima. Devolvió al canal un enfoque más familiar  con el lanzamiento de más series originales, algunas de las cuales alcanzaron el éxito. En ese mismo año, Prima empezó a emitir en HD.
En enero de 2020, Prima comenzó a transmitir la serie Slunečná, que por primera vez superó a la competencia Ordinaci v róże zahradě 2. En marzo, se cancelaron dos grandes novedades de Prima: la serie Einstein y el programa Zlatá maska. Este último se suponía que se emitiría a partir del 20 de marzo de 2020.
El 8 de febrero de 2023 se lanzó el servicio de streaming Prima+ en el sitio web de TV Prima, con la versión básica del servicio disponible de forma gratuita.

## Programación
Prima emite informativos, series y programas de entretenimiento.
- Počasí
- Hlavní zprávy
- Krimi zprávy
- Showtime
- Top Star Magazín
- Vylomeniny
- Máme rádi Česko
- Česko Slovensko má talent
- Walker, Texas Ranger
- Hawaii Five-0
- NCIS: Los Ángeles

## Canales hermanos
Prima pertenece a FTV Prima, quien también posee los siguientes canales:
| Logo | Canal          | Información                                                                                 |
| ---- | -------------- | ------------------------------------------------------------------------------------------- |
|      | Prima Cool     | Canal dirigido al público joven. Inició emisiones el 1 de abril de 2009.                    |
|      | Prima Love     | Canal dirigido al público femenino. Inició emisiones el 8 de marzo de 2011.                 |
|      | Prima Zoom     | Canal dedicado a los documentales. Inició emisiones el 1 de febrero de 2013.                |
|      | Prima Max      | Canal dedicado al cine. Inició emisiones el 20 de noviembre de 2015.                        |
|      | Prima +1       | Señal de Prima con una hora de retraso. Inició emisiones en 2016.                           |
|      | Prima SK       | Versión eslovaca de Prima. Inició emisiones el 23 de enero de 2017.                         |
|      | Prima Krimi    | Canal dedicado a las series y películas de crimen. Inició emisiones el 2 de abril de 2018.  |
|      | CNN Prima News | Canal informativo. Inició emisiones el 3 de mayo de 2020.                                   |
|      | Prima Star     | Canal con programación de archivo. Inició emisiones el 14 de junio de 2021.                 |
|      | Prima Show     | Canal dedicado a los programas de telerrealidad. Inició emisiones el 25 de octubre de 2021. |
|      | Prima Cool SK  | Versión eslovaca de Prima Cool. Inició emisiones en 2024.                                   |
|      | Prima Love SK  | Versión eslovaca de Prima Love. Inició emisiones en 2024.                                   |

## Imagen corporativa

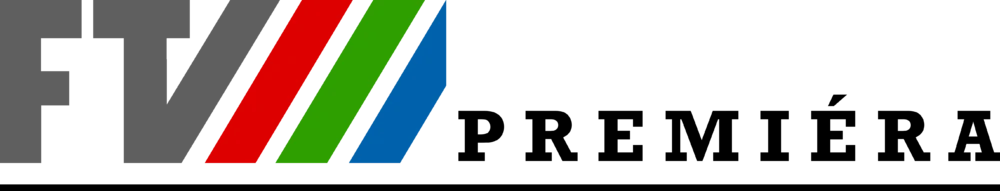
1992 - 1994
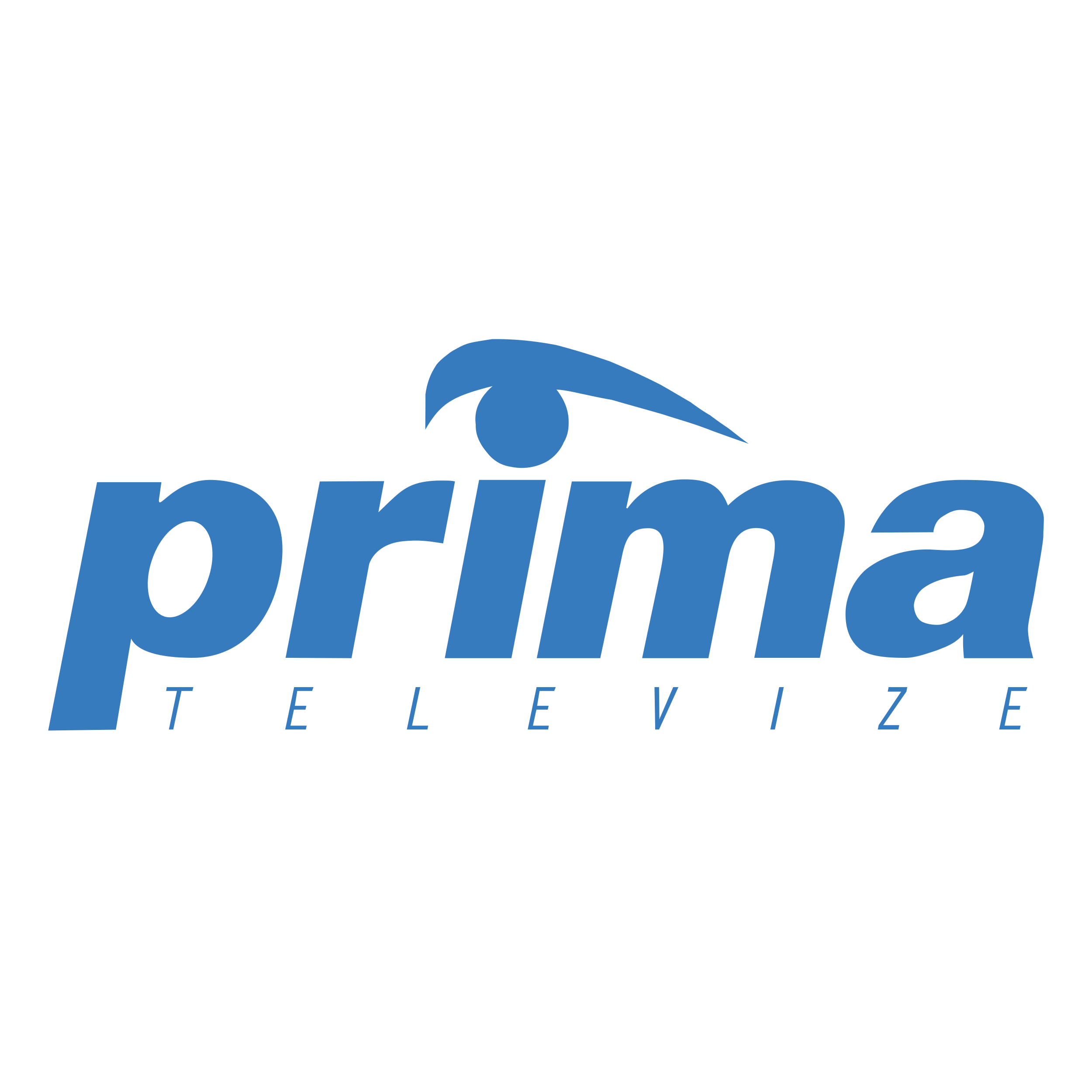
1997 - 2005
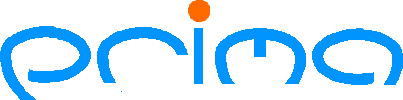
2005 - 2008
2008 - 2012
2012 - 2013
Desde 2013
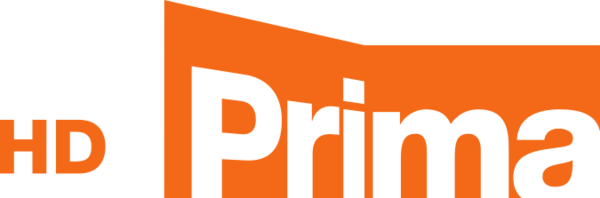
Logo actual en HD